# Jordanoleiopus rufofemoralis
Jordanoleiopus rufofemoralis är en skalbaggsart som beskrevs av Stefan von Breuning 1977. Jordanoleiopus rufofemoralis ingår i släktet Jordanoleiopus och familjen långhorningar. Inga underarter finns listade i Catalogue of Life.